# 高松和夫
髙松 和夫（たかまつ かずお、1942年4月10日 - ）は、日本の政治家。
衆議院議員（1期）、国民の生活が第一国会対策委員会副委員長・秋田県総支部連合会代表、秋田県議会議員（5期）などを歴任した。

## 来歴・人物

### 生い立ち
秋田県山本郡山本町（現・三種町）出身。秋田県立能代高等学校卒業後、中央大学に進学。卒業後は同大学院社会学専攻修士課程を修了した。経営コンサルタントを務めていた。

### 秋田県議会議員
1991年秋田県議会議員選挙に、当時の山本郡選挙区（現在は、区割り変更により、「能代市・山本郡選挙区」）より出馬し、斉藤滋宣（現・能代市長）と共に初当選。当時は自民党員であった。自民党離党後の1999年の県議選で3選を目指すも、参議院議員に鞍替えした斉藤の後継候補の武田英文（旧二ツ井町地盤）、および現在の八峰町を地盤とする金谷信栄の両自民党候補に阻まれ落選（以降、山本郡の南部3町→現在の三種町を地盤とする県議は区割り変更された現在まで出ていない）。
その後民主党入りし、2001年の第19回参議院議員通常選挙で秋田県選挙区から出馬するも落選。さらに同年11月には、同年7月実施の秋田市長選出馬のために穂積志が辞職していた事と、当時の民主党県議であった山田靖男（旧・阿仁町出身）の死去により、欠員2となった秋田市選挙区（現在は、旧河辺郡選挙区を吸収しているため、エリアは拡大している）の単独補欠選に、山田の事実上の後継として国替えして出馬（地盤も、山田と同じく広面地区としていた）し、市長選挙に落選していた穂積と共に返り咲き、以後秋田市選挙区で3期連続当選。県議としては、通算5期務める。

### 衆議院議員
2009年8月第45回衆議院議員総選挙にあたって、秋田2区の候補として社民党の山本喜代宏を党本部および秋田県連が推薦したことに対して抵抗し、同年4月の秋田県知事選挙に落選した前小坂町長の川口博擁立に動いた。結果として川口は無所属で出馬し選挙区当選を果たした。さらに高松自身も総選挙に出馬するため県議を辞職。比例東北ブロックより単独23位で立候補し初当選。67歳での国政進出だった。
2011年2月17日民主党政権交代に責任を持つ会に入会。
2012年の消費増税をめぐる政局では、6月26日の衆議院本会議で行われた消費増税法案の採決で、党の賛成方針に反して反対票を投じた。7月2日には山岡賢次らを介して離党届が提出された。民主党は7月3日の常任幹事会で離党届を受理せず除籍処分とする方針を決定し、7月9日の常任幹事会で正式決定した。
同年7月11日、国民の生活が第一の結党に参加した。同年8月31日、同党の秋田県総支部連合会が発足すると、その代表に就任した。同年12月16日に行われた第46回衆議院議員総選挙には日本未来の党公認候補として秋田1区から出馬するも落選。
2017年10月22日に行われた第48回衆議院議員総選挙に、希望の党の比例東北ブロック単独20位の候補者として出馬したが、落選。

## 政策
選択的夫婦別姓制度について
選択的夫婦別姓制度導入に賛成している。高松の妻は、戸籍名としては高松にしているものの旧姓を通称としてオペラ歌手として活動し、普段の生活においてもその旧姓で通している、また、結婚した際には、自身が法務省になんとかして夫婦別姓ができないか、とかけあった、とも自身のブログで述べている。そのような自身の経験からも、女性の社会進出にあたって、「自民党の国会議員の皆さんも家族が崩壊するなどという偏見を捨てて、ここらで夫婦別姓を法的に認める作業を急ぐときである」と同ブログでは述べている。

## 政治活動
地方自治関連
秋田県知事の寺田典城が市町村に対する合併特例交付金の交付条件として男女共同参画計画策定を要求する考えを示した際、その違法性を指摘するなど強く批判した。高松は、寺田の発言は補助金適正化法や秋田県財務規則に反している可能性を指摘している。同年6月定例会においても「合併特例交付金の交付条件として、合併市町村に対して男女共同参画計画の策定を強く求めるとした知事の発言は、地方自治法上根拠がなく、極めて問題」と主張するなど、寺田を追及した。
秋田公立美術大学認可関連
2012年、秋田公立美術大学を含む3校の認可・不認可をめぐる騒動において、文部科学委員会で田中眞紀子文部科学大臣に同大臣の認可取り消しの発言の取り消しを求めた。

## 人物
- 趣味は、柔道（講道館6段）、スキー、水泳、ゴルフ、絵画、音楽、読書[23]。

## 家族・親族
前述のとおり、妻は、東京音楽大学音楽学部教授の市川倫子。なお、高松と入籍しているため、倫子の戸籍名は「高松」であるが、声楽家、オペラ歌手として活動する上での必要性からも、旧姓の「市川」を、普段の生活上においても用いている。